# Luzaropsis ferruginea
Luzaropsis ferruginea är en insektsart som först beskrevs av Walker, F. 1869.  Luzaropsis ferruginea ingår i släktet Luzaropsis och familjen syrsor. Inga underarter finns listade i Catalogue of Life.